# İstanbul Pride

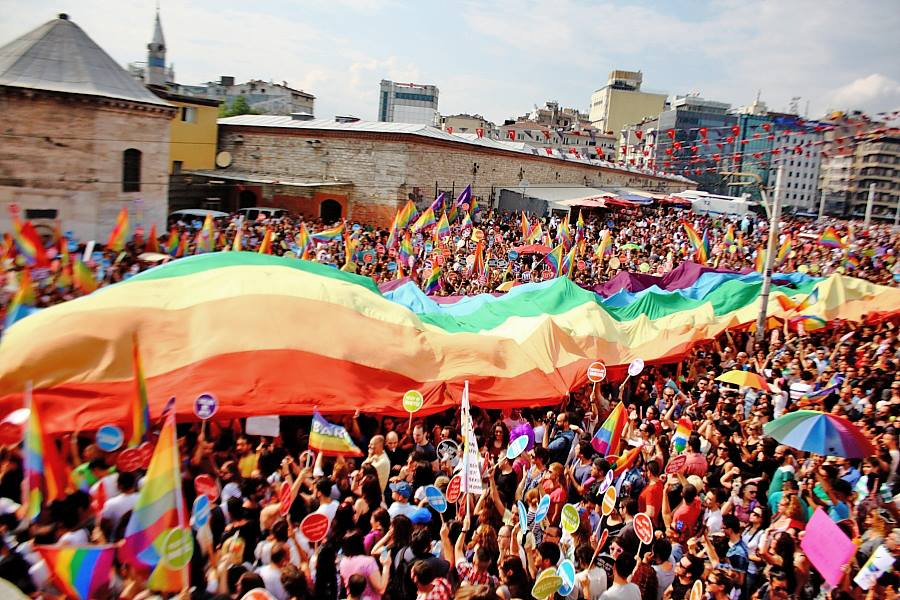
De lgbt-betoging in de İstiklal Caddesi (Onafhankelijkheidsstraat) in Istanbul in 2013

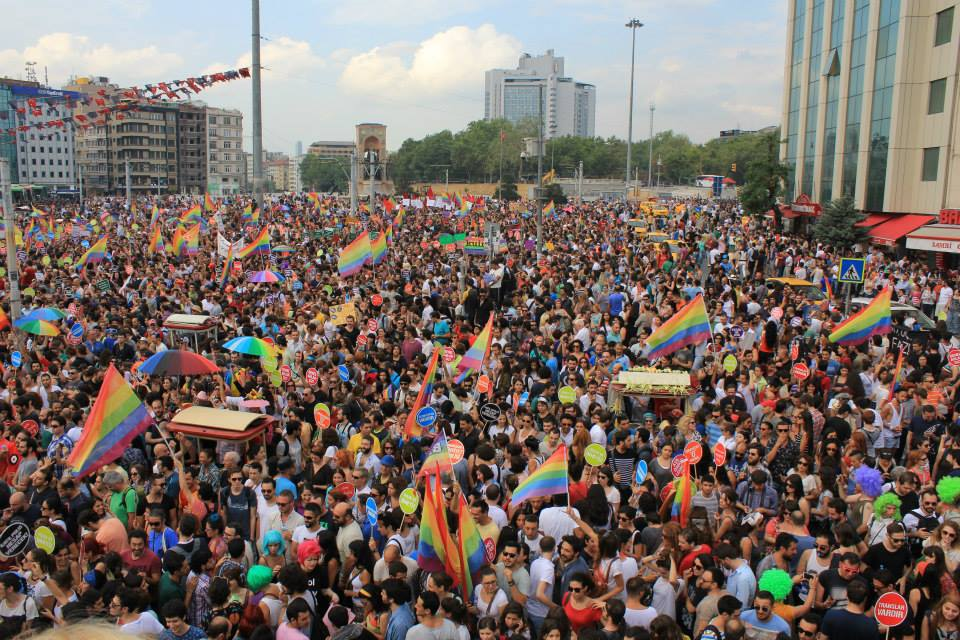
In 2013 en 2014 liepen zo'n 100.000 mensen mee in de İstanbul Pride.

De İstanbul Pride (Turks: İstanbul Onur Yürüyüşü) is de jaarlijkse Gay Pride Parade en lgbt-betoging in Istanbul, die wordt gehouden op het Taksimplein en İstiklal Caddesi. De Pride is de grootste van Oost-Europa en was lange tijd de enige in een islamitisch land. Inmiddels zijn er meerdere prides in Turkije zoals in Ankara, Izmir en Antalya. Ook is er een Trans-Pride, tevens in Istanbul. De organisatoren krijgen geen steun van de gemeente of regering. Hoewel de İstanbul Pride een vreedzame geschiedenis kende is het de afgelopen jaren hardhandig onderdrukt door de Turkse autoriteiten.
De eerste Pride vond plaats in 2003 met ongeveer 30 deelnemers. Al sinds 1993 werden echter onder andere namen kleine lgbt-gerelateerde festiviteiten in Istanboel gehouden, met name in Cihangir. Door de jaren heen nam het aantal deelnemers sterk toe, tot meer dan 10.000 deelnemers in 2011, en 20.000 is 2012. De İstanbul Pride van 2013 zag een verveelvoudiging van het aantal deelnemers, volgens participanten tot wel 100.000 mensen. In verband met de Gezi-Park protesten toonden veel andere groepen zich solidair en liepen mee in de Pride. Ook werd er voor het eerst openlijk gezoend en door sommigen uitdagende kleding gedragen, terwijl er ook vrouwen in hoofddoek meeliepen in de Pride. Enkele dagen eerder liepen ook voor het eerst duizenden mee met de Trans Pride, die de lgbt-week in Istanboel inluidt.

## 2015
De İstanbul Pride van 2015 werd minder dan een uur voor aanvang door het stadsbestuur verboden. De reden voor het verbod zou zijn omdat het binnen de islamitische vastenmaand ramadan zou vallen. Het was voor het eerst in vele jaren dat de pride gedwarsboomd werd. De politie gebruikte traangas en waterkanonnen om de deelnemers uit elkaar te jagen.

## 2016
De extremistische jongeren groepering Alperen Ocakları dreigde in een video met geweld als de staat de İstanbul Pride van 2016 niet zou voorkomen. Kort na deze verklaring verbood het stadsbestuur de pride parade, omdat de politie de veiligheid van de participanten niet zou kunnen garanderen. Op dezelfde dag als dat het verbod werd ingesteld viel een groep islamisten toeristen en jongeren aan met metalen staven, omdat zij tijdens de ramadan het nieuwe album van Radiohead aan het luisteren waren onder genot van een drankje. Bij de aanval raakten 20 jongeren en toeristen gewond. Toen de volgende avond linkse jongeren verhaal kwamen halen ontstond een gevecht met islamistische jongeren, die opereerden onder politiebescherming. Bij de Trans-pride op de volgende dag viel de politie de deelnemers aan met traangas, waterkanonnen en rubberen kogels. Extremistische omstanders die regenboog-vlaggen uit de handen van activisten gristen en bedreigingen uitten werden door de politie beschermd. Ook de İstanbul Pride zelf werd verstoord door de politie, waarbij ook veel deelnemers werden gearresteerd.